# Hermann Lindner (Fußballspieler)
Hermann Lindner (* 16. Januar 1953) ist ein ehemaliger deutscher Fußballspieler.

## Laufbahn
1972 wechselte Lindner von der Amateurmannschaft des TSV 1860 München zum VfB Stuttgart. Am 25. November 1972 debütierte er am 15. Spieltag der Saison 1972/73 beim 6:2-Heimsieg des VfB gegen den FC Schalke 04 in der Bundesliga. In seinem zweiten Ligaspiel für die Stuttgarter erzielte Lindner am 17. Spieltag gegen Borussia Mönchengladbach sein erstes Bundesligator. Nach insgesamt sieben Bundesligaspielen für den VfB Stuttgart, in denen es bei diesem einen Treffer blieb, wechselte er zur Spielzeit 1974/75 zu Rot-Weiss Essen. Für Essen erzielte er in insgesamt 40 Bundesligapartien ein Tor. Als RWE in der Saison 1974/75 bis ins Halbfinale des DFB-Pokals (1:3 n. V. beim späteren Titelträger Eintracht Frankfurt) vordrang, sicherte sich Lindner mit 6 Treffern die Torschützenkrone. Nachdem er am 14. August 1976 für Rot-Weiss Essen sein letztes Bundesligaspiel absolviert hatte, schloss sich Lindner für die verbleibende Saison 1976/77 dem in der Vorsaison in die 2. Bundesliga Süd aufgestiegenen BSV 07 Schwenningen an. In dieser Spielzeit, die für ihn und Schwenningen mit dem Abstieg als Tabellenletzter endete, gelangen ihm in 21 Zweitligaspielen zwei Treffer.